# 走島村
走島村（はしりじまむら）は、かつて広島県にあった村。現在の福山市走島町。

## 地理
- 島嶼 ： 走島ほか

## 沿革
- 1889年（明治22年）4月1日 - 町村制施行により沼隈郡走島村が村制施行し、走島村が発足。
- 1942年（昭和17年）7月1日 - 沼隈郡鞆町、田尻村と合併し鞆町を新設して消滅。